# Уокер, Трейси
Трейси Уокер (англ. Tracey Walker; род. в 1964 году, штат Миссисипи) — американский серийный убийца,  совершивший в период с 27 декабря 1991 года по 9 февраля 2021 года серию из как минимум 4 убийств мужчин и женщин на территории города Комптон, штат Калифорния. Все жертвы являлись бездомными, представители которых подвержены большой виктимности. В 2021 году Трейси Уолкер был приговорен к пожизненному лишению свободы.

## Биография
О ранних годах жизни Трейси Уокера известно крайне мало. Известно, что Уокер родился в 1964 году на территории штата Миссисипи. Детство и юность Трейси провел в социально неблагополучной обстановке. Его мать вела маргинальный образ жизни и в течение всей своей жизни сожительствовала с несколькими мужчинами, от которых в общей сложности родила 8 сыновей. Вследствие материальных трудностей, Трейси Уолкер был вынужден бросить школу в конце 1970-х, после чего начал трудовую карьеру. Он был вынужден зарабывать на жизнь низкоквалифицированным трудом и в этот период сменил ряд профессий. В 1985 году Трейси покинул территорию штата Миссисиппи и переехал в Лос-Анджелес, где нашел работу, жилье и вскоре женился. Знакомыми и друзьями Уокер характеризовался положительно. В тот период он не был замечен в употреблении алкогольных напитков и наркотических средств и никогда не подвергался уголовной ответственности.

## Убийство в 1991 году
27 декабря 1991 года рано утром Трейси Уокер застрелил из револьвера 34-летнего мужчину. На тот момент Уокер работал охранником в автобусном депо на 77-й улице в Южном Лос-Анджелесе. Свидетелями преступления стало несколько человек. Совершив убийство Уолкер попытался скрыться с места преступления на школьном автобусе желтого цвета. Он сумел проехать несколько кварталов, но был остановлен офицерами полиции. Не подчинившись требованиям сотрудников правоохранительных органов, Уокер попытался открыть огонь из своего револьвера, но был ранен 7 выстрелами, после чего был доставлен в медицинский центр имени Мартина Лютера Кинга-младшего, где ему была оказана медицинская помощь. Несмотря на тяжесть полученных ранений, Уолкер в конечном итоге поправился и в 1993 году предстал перед судом. Во время расследования убийства его адвокатом удалось переквалифицировать обвинение в совершении убийства 1-й степени на обвинение в причинении смерти по неосторожности. Во время суда Трейси Уокер признал свою вину, после суд назначил ему уголовное наказание в виде 16 лет лишения свободы.
Во время отбытия уголовного наказания в тюрьме, психическое состояние Уолкера резко ухудшилось. В разные годы ему в ходе психиатрических освидетельствований был поставлен целый ряд диагнозов,  включая шизофрению и посттравматическое стрессовое расстройство, полученное после перестрелки с офицерами полиции в 1991 году. В конце 1990-х Уокер в ходе судебно-медицинской экспертизы был признан невменяемым и покинул тюрьму. Он был этапирован в одну из психиатрических клиник, расположенных на территории штата Калифорния, где в течение нескольких месяцев проходил курс лечения. В 2001 году психическое состояние Уокера улучшилось, после чего он был признан не представляющим опасности для общества и отпущен на свободу. После освобождения Уолкер вернулся в Лос-Анджелес, где в течение двух последующих десятилетий был вынужден вести бродячий образ жизни. В этот период он часто менял места жительства, ночевал в приютах для бездомных или на улице. Из-за отсутствия образования он был вынужден занимать низкоквалифицированным трудом. В разные годы он работал уборщиком, охранником и разнорабочим. Он не поддерживал отношений с родственниками и с бывшей женой, которая развелась с ним в середине 1990-х после его осуждения.
Ведя бродяжнический образ жизни и проводя много свободного времени среди представителей маргинального слоя общества, Трейси Уокер часто становился участником разнообразных конфликтов, вследствие чего постоянно носил при себе нож. В 2011 году он был арестован по обвинению в незаконном ношении холодного оружия. Уокер признал свою вину, после чего был условно осужден с установлением испытательного срока в виде 3 лет. В середине 2010-х Уокер прожил несколько лет на территории печально известного района Лос-Анджелеса под названием «Скид Роу», где на протяжении нескольких десятилетий обосновалась социальная группа бездомных. В конце 2010-х Уолкер переехал в пригород Лос-Анджелеса под названием Комптон и стал проживать с группой бездомных в палатке недалеко от берега реки Лос-Анджелес, где вскоре начал совершать убийства. На тот момент в округе Лос-Анджелес проживало на улицах около 65 000 бездомных.

## Серия убийств
Первой жертвой Уоглкера стала 26-летняя Патриция Лоэза, которую он зарезал восемью ударами ножа в июне 2020 года. Ее тело было найдено 7 июня того же года. Младшая из четырех братьев и сестер, Лоэза  воспитывалась матерью в Южном Лос-Анджелесе после того, как ее отец в 2003 году был депортирован властями США в Мексику. Будучи старшеклассницей Патриция начала употреблять наркотики, после чего сбежала из дома и начала вести бродяжнический образ жизни. В этот период она проживала с группой бездомных на улицах Лос-Анджелеса, родила сына от неизвестного мужчины и несколько раз подвергалась арестам, вследствие чего некоторое время провела в окружной тюрьме. В период с 2016 года по 2019 год она не контактировала со своими родственниками. В ходе расследования убийства Патриции Лоэзы следователи обнаружили рядом с ее телом чек и пакет сок под названием «Minute Maid», после чего установили что сок был в одном из продуктовых магазинов сети «Numero Uno Market», который был расположен в городе Лонг-Бич. В ходе просмотра видеозаписей с камер видеонаблюдения, установленных в магазине полиция получила изображение Трейси Уокера, который покупал сок, после чего опросили бездомных, живущих недалеко от места обнаружения тела убитой. После того как Уокер был идентифицирован, он был задержан и допрошен. В ходе допроса Трейси Уокер отказался признать свою вину и в конечном итоге был отпущен на свободу, так как доказательств его причастности к совершению убийства женщины найдено не было, несмотря на то, что в ходе обыска его палатки было обнаружено несколько ножей.
15 января 2021 года Трейси Уокер совершил второе убийство. Жертвой стал 26-летний Кеннет Джонс, который также как и Уокер являлся бездомным и которого Уокер забил до смерти, нанеся ему тяжелую черепно-мозговую травму. Джонс родился в социально неблагополучной семье и в возрасте 8 лет был помещен в приемную семью, когда его родители были лишены родительских прав из-за проявления физического насилия. Будучи подростком он посещал программу обучения навыкам рисования и анимации в студии кинокомпании «Fox Film»  в городе Сенчури-Сити, мечтая впоследствии работать художником-аниматором в одной из голливудских киностудий. Однако, как и Патриция Лоэза, Кеннет Джонс в старших классах школы начал увлекаться наркотическими средствами и приобрел наркотическую зависимость, после чего начал вести бродяжнический образ жизни. Начиная с середины 2010-х он по несколько месяцев в год проживал с бездомными на улице, проживал в доме, принадлежащем одной из церквей, или в доме у своих различных родственников. Согласно свидетельствам полиции Комптона и ряда его знакомых, Джонс зарабатывал на жизнь кражами в магазинах и угонами велосипедов, которые потом продавал на улицах. В 2019 году его девушка Эльза Хименес родила ему сына, которого они были вынуждены отдать в приемную семью..
Через месяц после убийства Кеннета Джонса, 9 февраля 2021 года Трйси Уолкер совершил третье убийство. Его жертвой стал 30-летний Сезар Мазариегос, который был освобожден из тюремного заключения в марте 2020 года и последние несколько месяцев перед смертью вел бродяжнический образ жизни, пытаясь найти работу и ночуя в домах друзей, мотелях или вместе с бездомными на улицах города.  По словам матери Сезара, в начале февраля, незадолго до своей гибели, он нашел работу по погрузке и разгрузке розничных товаров на складах, расположенных недалеко от места, где было впоследствии обнаружено его тело. Тело Мазариегоса было найдено накрытым высохшими частями перекати-поле, куском ковра и брезентовой палаткой. В ходе расследования убийства Сезара Мариенгоса, детективы шерифа округа Лос-Анджелес снова допросили Трейси Уолера на возможность причастности к убийству. Уокер в ходе допроса отрицал свою причастность, заявив что подозревает в совершении убийства членов банды «Истсайд Лонгос», которые  накануне вечером устроили вечеринку, где употребляли большое количество метамфетамина..

## Арест
Через несколько дней после совершения убийства Сезара Мазариегоса, сотрудники правоохранительных органов установили, что Уокер у одной из фирм взял в аренду помещение в здании, которое располагалось недалеко от места, где была установлена его палатка. Во время просмотров видеозаписей, сделанными камерами видеонаблюдения, установленных на близлежащих зданиях, детективы шерифа округа Лос-Анджелеса нашли кадры,  на которых был запечатлен Уокер, который перемещал тяжелый предмет странной формы в тележке для покупок в близлежащую лесопосадку. Через несколько минут Уокер вернулся обратно к своей палатке, после чего отвез в лесопосадку на тележке для покупок палатку, большой кусок и несколько высохших кустов перекати-поле, похожие на те предметы, которыми был накрыт труп Сезара Мазариегоса. Видеозаписи стали основанием для выписки ордера на обыск палатки Уокера и складского помещения, которое он арендовал. В ходе обыска, полиция обнаружила в помещении несколько велосипедов, несколько тележек для покупок, 8 болторезов, испачканную одежду, шесть мобильных телефонов, ключ от сейфа, бандану, черную шляпу, несколько книг и около 50 ножей, после чего 11 февраля 2021 года Трейси Уокер был арестован.
Узнав о результатах обыска, Уокер вскоре после ареста предложил прокуратуре округа Лос-Анджелес заключить соглашение о признании вины, что в конечном итоге было достигнуто. В обмен на вынесение уголовного наказания в смертной казни в отношении самого себя, Трейси Уокер признал свою вину в совершении трех убийств и поведал следователям свою версию событий, которые развивались перед их совершением. Он заявил, что первая жертва — Патриция Лоэза проникла в его палатку и в его отсутствие украла у него несколько вещей, после чего он решил проучить женщину и зарезал ее после того, как застал в палатке во время кражи. Кеннет Джонс согласно свидетельствам Уокера, был убит после того, как с помощью болтореза перерезал проволоку на замке велосипеда и попытался угнать его велосипед. Трейси Уокер утверждал, что прежде чем лечь спать,  привязал велосипед к своей палатке, чтобы чувствовать малейшую вибрацию от его перемещения. Уокер заявил, что догнал Джонса через несколько десятков метров от своей палатки, после чего в ходе завязавшейся драки ударил его ножом в грудь и попытался сломать ему шею. Во время борьбы Кеннет джонс укусил Уокера за руку, после чего Трейси с помощью болтореза забил Кеннета Джонса до смерти. Он утверждал, что орудие убийства выбросил в кусты, а болторез спрятал в своем складе, который он оборудовал в арендованном помещении. Убийство Сезара Мазариегоса Улокер согласно его показаниям совершил в целях самообороны, так как Мазариегос якобы пытался его ограбить и угрожал ему убийством из пистолета TEC-9. Уокер заявил, что имея рост 190 см и вес 130 килограмм, он без труда отобрал у Мазариегоса пистолет, после чего совершил на него нападение, в ходе которого забил его до смерти. Показания Уокера были подвергнуты сомнению, но в ходе дальнейших допросов он частично подтвердил свою версию некоторыми доказательствами. Так он указал следователям место, где закопал пистолет, которым был вооружен Сезар Мазариегос. В конечном итоге пистолет того же типа был действительно выкопан в указанном Трейси Уокером месте и на нем были обнаружены отпечатки пальцев Мазариегоса.
Так как среди вещей в арендованном помещении Уокером были обнаружены  шесть мобильных телефонов и несколько удостоверений личности на чужие имена, он вскоре стал проверяться на причастность к совершению других убийств. Сам Уокер настаивал на том, что совершил всего лишь 3 убийства. В последующие месяцы были проведены ряд криминалистических экспертиз, в ходе которых следователи пытались изъять информацию из мобильных телефонов и установить их владельцев, но это им не удалось, так как устройства были сильно повреждены. Результаты проверки удостоверений личностей показали, что их владельцы живы, вследствие чего никаких других обвинений в совершении убийств Трейси Уокеру предъявлено не было.

## Суд
Судебный процесс открылся осенью 2021 года. 18 октября Трейси Уокер признал свою вину, после чего суд назначил ему уголовное наказание в виде пожизненного лишения свободы с правом условно-досрочного освобождения по отбытии 110 лет тюремного заключения.